# Lista szkół w Świnoujściu

## Szkoły podstawowe
| szkoła                                                                  | patron                             | data utworzenia     | rodzaj szkoły           | adres                |
| ----------------------------------------------------------------------- | ---------------------------------- | ------------------- | ----------------------- | -------------------- |
| Społeczna Szkoła Podstawowa Społecznego Towarzystwa Szkoły Gimnazjalnej | –                                  | 1991                | szkoła społeczna        | ul. Matejki 35       |
| Szkoła Podstawowa                                                       | im. św. Jadwigi Królowej           |                     | szkoła publiczna        | ul. Wyspiańskiego 12 |
| Szkoła Podstawowa nr 1                                                  | im. Marynarki Wojennej RP          | 6 października 1945 | szkoła publiczna        | ul. Narutowicza 10   |
| Szkoła Podstawowa Nr 2                                                  | im. Majora Henryka Sucharskiego    |                     | szkoła publiczna        | ul. Białoruska 2     |
| Filia Szkoły Podstawowej Nr 2 w Karsiborze                              | -                                  |                     | filia szkoły publicznej | ul. 1 Maja 40        |
| Szkoła Podstawowa nr 4 z Oddziałami Integracyjnymi                      | im. kpt. ż.w. Mamerta Stankiewicza | listopad 1955       | szkoła publiczna        | ul. Szkolna 1        |
| Szkoła Podstawowa Nr 6                                                  | im. Mieszka I                      | 31 sierpnia 1962    | szkoła publiczna        | ul. Staszica 17      |
| Szkoła Podstawowa Nr 9                                                  | im. Jana Pawła II                  | 3 września 1946     | szkoła publiczna        | ul. Sąsiedzka 13a    |
| Szkoła Podstawowa SOSW                                                  | –                                  |                     | szkoła publiczna        | ul. Piastowska 55    |

## Szkoły średnie

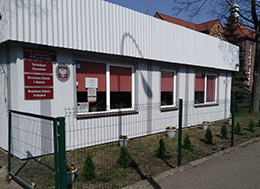
Zasadnicza Szkoła Zawodowa

- I Liceum Społeczne Fundacji "LOGOS"[7]
- Katolickie Liceum Ogólnokształcące im. św. Jadwigi Królowej
- Liceum Ogólnokształcące dla dorosłych im. św. Jadwigi Królowej
- Liceum Ogólnokształcące z Oddziałami Integracyjnymi im. Mieszka I
- Społeczne Liceum Ogólnokształcące Społecznego Towarzystwa Szkoły Gimnazjalnej
- Technikum Hotelarskie w Centrum Edukacji Zawodowej i Turystyki w Świnoujściu
- Technikum Żywienia i Usług Gastronomicznych w Centrum Edukacji Zawodowej i Turystyki w Świnoujściu[8]
- Technikum Ortopedyczne w Zachodniopomorskim Centrum Kształcenia Zawodowego I Ustawicznego[9]
- Technikum Turystyczne w Zachodniopomorskim Centrum Kształcenia Zawodowego I Ustawicznego Technikum Uzupełniające w Świnoujściu WZDZ w Szczecinie na podbudowie Szkoły Zasadniczej
- Szkoła Zawodowa SOSW
- Zasadnicza Szkoła Zawodowa w Świnoujściu Wojewódzkiego Zakładu Doskonalenia Zawodowego w Szczecinie
- Zespół Szkół Morskich, obejmujące uzupełniające liceum ogólnokształcące, liceum profilowane, technikum morskie, zasadniczą szkołę zawodowa

## Szkoły artystyczne
- Państwowa Szkoła Muzyczna I Stopnia

## Szkoły policealne
- Business College Studium Policealne Centrum Edukacyjnego Szczecińskiej Fundacji "Talent-Promocja-Postęp"
- Medyczne Studium Zawodowe
- Policealna Szkoła Biznesu Towarzystwa Oświatowo-Promocyjnego Business-Pro

## Szkoły językowe
- Bałtycka Akademia Języków Obcych
- Szkoła Języków Obcych "Lecto"
- Ośrodek Szkolenia Kursowego "EFFECT"

## Szkoły wyższe
- Akademia Morska w Szczecinie - Ośrodek Dydaktyczny w Świnoujściu
- Uniwersytet Szczeciński - punkt wykładowy
- Zachodniopomorska Szkoła Biznesu - Wydział Przedsiębiorczości w Świnoujściu
- Wyższa Szkoła Collegium Balticum - punkt informacyjno-rekrutacyjno-wykładowy w Świnoujściu
- Wyższa Szkoła Humanistyczna w Szczecinie -  filia w Świnoujściu

## Inne
- Klub i szkoła nurkowania "Wielki Błękit"
- Szkoła nurkowania "Dolphin Dive"
- Świnoujska Akademia Karate "Kyokushin"
- Szkoła nauki pływania "Collegium"